# A Kajmán-szigetek a 2011-es úszó-világbajnokságon
A Kajmán-szigetek a 2011-es úszó-világbajnokságon két úszóval vett részt.

## Úszás
Férfi
| Versenyző     | Esemény                         | Selejtező | Selejtező | Elődöntő          | Elődöntő          | Döntő             | Döntő             |
| Versenyző     | Esemény                         | Idő       | Helyezés  | Idő               | Helyezés          | Idő               | Helyezés          |
| ------------- | ------------------------------- | --------- | --------- | ----------------- | ----------------- | ----------------- | ----------------- |
| Brett Fraser  | Férfi 50 méteres gyorsúszás     | 22.65     | 25        | Nem jutott tovább | Nem jutott tovább | Nem jutott tovább | Nem jutott tovább |
| Brett Fraser  | Férfi 100 méteres gyorsúszás    | 48.98     | 17        | Nem jutott tovább | Nem jutott tovább | Nem jutott tovább | Nem jutott tovább |
| Shaune Fraser | Férfi 200 méteres gyorsúszás    | 1:47.73   | 10 Q      | 1:48.46           | 14                | Nem jutott tovább | Nem jutott tovább |
| Shaune Fraser | Férfi 100 méteres pillangóúszás | 54.19     | 38        | Nem jutott tovább | Nem jutott tovább | Nem jutott tovább | Nem jutott tovább |